# Jesper Konradsson
Jesper Ilmari Korhonen Konradsson (* 4. Juni 1994 in Göteborg) ist ein schwedischer Handballspieler. Der 1,84 m große mittlere Rückraumspieler spielt seit 2025 für den dänischen Erstligisten SønderjyskE Håndbold und stand zudem im Aufgebot der schwedischen Nationalmannschaft.

## Karriere

### Verein
Jesper Konradsson lernte das Handballspielen bei Kärra HF. Ab 2011 lief er für Alingsås HK in der Handbollsligan auf. 2014 wurde er schwedischer Meister, 2015, 2016 und 2017 Vizemeister. International nahm er mit  Alingsås an der EHF Champions League 2014/15, am EHF-Pokal 2015/16 und am EHF-Pokal 2016/17 teil. Im Sommer 2017 wechselte der Spielmacher zum dänischen Erstligisten Skjern Håndbold, mit dem er 2018 die Håndboldligaen gewann. Mit Skjern nahm er an der EHF Champions League 2017/18, an der EHF Champions League 2018/19, dem EHF-Pokal 2019/20 und an der EHF European League 2020/21 teil. In der Håndboldligaen warf er in fünf Spielzeiten 462 Tore in 159 Partien.
Ab 2022 lief er für den französischen Erstligisten USAM Nîmes in der Starligue (LNH) auf. Seit der Saison 2025/26 steht er beim dänischen Erstligisten SønderjyskE Håndbold unter Vertrag.

### Nationalmannschaft
In der schwedischen A-Nationalmannschaft debütierte Konradsson bei der 21:25-Niederlage gegen Norwegen am 28. Mai 2014 in Skövde. Er stand im Aufgebot für die Europameisterschaft 2016 (8. Platz) und die Weltmeisterschaften 2017 (6. Platz) und 2019 (5. Platz). Insgesamt bestritt er 45 Länderspiele, in denen er 55 Tore erzielte.